# 池河镇 (定远县)
池河镇，是中华人民共和国安徽省滁州市定远县下辖的一个乡镇级行政单位。

## 行政区划
池河镇下辖以下地区：
池河社区、池河村、池阳村、红心沛村、高刘村、半面店村、小黄村、刘铺村、青岗村、岱山村、曙光村、大王村和七里河村。